# Selica Pérez Carpio
Selica Pérez Carpio (Xarafull, 19 de setembre de 1900 - Madrid, 23 de maig de 1984) fou una mezzosoprano valenciana amb una llarga carrera dedicada a la sarsuela.

## Biografia

### Infància
Selica Pérez Carpio va néixer a Xarafull el 19 de setembre de 1900, un dels set fills dels seus pares. El pare, sastre, era tan aficionat a la música que va donar a la seva filla el nom de Selica en honor de la protagonista de L'Africaine, de Meyerbeer (Selika en l'original de l'òpera). Selica va brillar en el gènere líric durant més de trenta anys, malgrat ser autodidacta i no tenir estudis musicals. Va cantar papers de mezzosoprano, de tiple (soprano) i de contralt. Va començar a prendre contacte amb la vida teatral sent encara una nena, quan residia amb la seva família a València. Atès que les seves germanes majors eren coristes del Teatre Ruzafa de València, podia assistir fàcilment a funcions de sarsuela i opereta, les quals s'aprenia amb una prodigiosa memòria i les cantava després a les seves amigues.

### Inicis
El 2 de setembre de 1914 va participar en una funció d'afeccionats. Aleshores va emmalaltir la tiple protagonista de l'òpera Maruxa (d'Amadeo Vives), que es representava a Elda, i Selica es va oferir a substituir-la. L'èxit obtingut, per qui fins llavors era la més jove intèrpret de la citada òpera, la va animar a continuar treballant en la lírica. Tres anys després, va aconseguir el seu primer contracte seriós, per representar a Manises la sarsuela Molinos de Viento. El director d'aquesta representació va ser el mestre Vicent Lleó, que va quedar admirat de l'actuació i més encara quan va saber que la jove era totalment autodidacta. Lleó li va proposar llavors portar-la amb la mateixa obra al Teatre Ruzafa. Selica va acceptar, segura del seu art, i no va dubtar a fixar el seu salari en 40 pessetes diàries, que era el que rebia una prima donna d'aquell prestigiós teatre valencià. L'empresa va acceptar i la primera nit va ser un sonat triomf.

### L'arribada de l'èxit
A partir d'aquest moment la seva fama va anar en augment, malgrat interpretar obres de poca acceptació popular en la seva presentació a Madrid, en 1924, al Teatro de la Zarzuela amb l'obra Sol de Sevilla, de José Andrés de la Prada i José Padilla. En 1925 va interpretar en el Teatre Alcázar l'obra El collar de Afrodita, de Jacinto Guerrero.
Va signar un contracte amb el Teatre Apolo de Madrid, on el 29 d'octubre de 1925 va estrenar Curro el de Lora, de Manuel de Góngora Ayustante, i José Tellaeche, sarsuela fracassada i d'una sola representació. Millor fortuna va córrer amb El huésped del sevillano (3 de desembre de 1926) i El sobre verde (14 de març de 1927), ambdues del mestre Guerrero. El 15 de novembre de 1928 va estrenar Los Flamencos, sainet líric de Federico Romero i Guillermo Fernández Shaw amb música d'Amadeu Vives. Després van venir La pícara molinera, de Pablo Lluna, les reposicions de La revoltosa, La fiesta de San Antón, El santo de la Isidra, La verbena de la Paloma, El último romántico, El puñao de Rosas i La Patria Chica, fins a arribar a l'última funció d'aquest teatre, el 30 de juny de 1929 amb La señá Rita y su hombre, un apropòsit que Selica va interpretar juntament amb Jesús Navarro. Havia estat tal l'èxit aconseguit en La verbena de la Paloma (on Selica cantava el personatge principal, la Mari Pepa), que a finals de 1931 el Rotary Club d'Alacant, que es reunia a l'hotel Samper i que havia estat creat només un any abans, la va acceptar com a membre del club, fent una excepció als estatuts del Rotary International al qual pertanyia.
En aquella època Selica es relaciona sentimentalment amb el periodista i militar republicà Leopoldo Bejarano Lozano, amb qui es casarà en 1934 i de qui tindrà una filla que portarà també el mateix nom que ella, Selica. L'any 1931 va signar un contracte amb la companyia lírica nacional del Teatre Calderón de Madrid, on va romandre intermitentment fins al 1935. En aquest teatre va participar en les estrenes madrilenyes de El cantar del arriero, de Fernando Díaz Giles, el 2 d'octubre de 1931 La fama del tartanero, de Jacinto Guerrero. El 26 de març de 1932 va actuar en el gran esdeveniment d'aquella temporada: l'estrena de Luisa Fernanda de Federico Moreno Torroba, en el qual Selica donà vida al personatge protagonista. El 31 de març de 1934 va estrenar La chulapona, del mateix compositor. Després d'això ja no va tornar a actuar al teatre Calderón fins acabada la guerra, quan va estrenar el 17 d'octubre de 1939, juntament amb Luis Sagi-Vela, una nova obra del mestre Torroba, de títol Monte Carmelo.
Selica arribaria al llarg de la seva carrera a estrenar prop de 80 obres i posseïa un ampli repertori, que a vegades es va convertir en la salvació d'algunes de les empreses, perquè estava disposada a sortir a escena sempre que fossin obres de qualitat. Un altre dels grans esdeveniments de la seva carrera va ser la interpretació que va fer de Aurora la Beltrana de Doña Francisquita d'Amadeu Vives en 1933 al Gran Teatre del Liceu de Barcelona, juntament amb Miguel Fleta, en el paper de Fernando i amb Cecília Gubert en el Doña Francisquita.
El 13 de desembre de 1941 va actuar en el Teatre Cinema Góngora de Còrdova amb la Companyia de Sarsueles del Teatre Alcázar amb 2 funcions diàries, amb l'obra La del manojo de roses de Pablo Sorozábal. El 30 i 31 de maig de 1953 va tornar al mateix teatre amb la companyia de Manuel Paso Andrés amb l'obra Eres un sol.

### Decadència
En 1942, quan era al cim de la seva carrera com a cantant, va abandonar el gènere líric per a formar una companyia de comèdies. Amb aquesta companyia va realitzar diverses gires per províncies, però sense gaire ressò. Com que el seu lloc era a la sarsuela, tres anys després va tornar de la mà de la Compañía de los Ases Líricos. En aquesta ocasió, renunciant a les comeses de primera tiple, va assumir els papers de característica més propis de les circumstàncies de la seva edat. En 1956 va participar en Doña Francisquita, producció de José Tamayo que va ser la presentació d'Alfredo Kraus i amb la qual va tenir lloc la reobertura del Teatre de la Zarzuela després d'una reforma i amb la qual es van assolir unes 100 representacions. Des d'aquell any va intervenir anualment en la pràctica totalitat de les temporades de sarsuela del Teatre de la Zarzuela, destacant les produccions de María Manuela de Federico Moreno Torroba que es va estrenar l'1 de febrer de 1957, on interpretava el personatge de Petrilla. El 25 d'octubre d'aquest mateix any va participar en la versió de Las Golondrinas de Tamayo i en 1963 en l'opereta Die lustige Witwe, obra que es realitzava als Festivals d'Espanya, adaptada per Alfonso Paso i dirigida per José Tamayo.
Es va retirar el 1976 i va morir a Madrid el 23 de maig de 1984, malalta, des de feia temps, d'Alzheimer.

## Discografia
Va gravar nombroses sarsueles completes i fragments de moltes altres sarsueles.

### Sarsueles completes
- Las alondras (1927), La pícara molinera (1928). Ed. Odeón.
- La del soto del parral (1929). Ed. La Voz de su Amo.
- Doña Francisquita, La fama del tartanero, Los flamencos, Luisa Fernanda, La pícara molinera, La picarona, El último romántico, La verbena de la Paloma. Ed. Columbia-Regal (1928-1943).
- Monte Carmelo (1939), Un día de primavera (1948), Tentación (1951). Ed.: Columbia-Notas Mágicas.
- Katiuska (1958). Ed. Hispavox.
- El pobre Valbuena, La verbena de la Paloma (2.ª versió), La Revoltosa (2.ª versió), El barbero de Sevilla, Agua, azucarillos y aguardiente, La chulapona. Ed. Alhambra-Columbia (1957-1964).

### Fragments i cançons
- El collar de Afrodita (1925), Los flamencos (1928). Ed. La Voz de su Amo.
- La alsaciana (1925), El huésped del sevillano (1926). Ed. Odeón.
- El año pasado por agua, Las cariñosas, Cha-ca-chá, La chavala, Cuadros disolventes, El cantar del arriero, Enseñanza libre, La fiesta de San Antón, La Gatita Blanca, La Gran Vía, La guitarra, La loca juventud, La marcha de Cádiz, El mesón de la Florida, Miss Guindalera, La morería, El niño judío, El perro chico, La picarona, Por si las moscas, El puñao de rosas, La reina mora, La Revoltosa, La Tempranica, La verbena de la Paloma, Los verderones, La viejecita, Las de Villadiego. Ed. Columbia-Regal (1930 1933).
- El dúo de La Africana, La moza vieja. Ed. Columbia-Notas Mágicas (1942).

## Cinema
- La verbena de la Paloma. Remasteritzat a CD per Ed.: Divisa (1995). Rodada en 1934, dirigida per Benito Perojo, en ella interpreta el paper de la Señá Rita.[18]